# ورم غضروفي خارج
ورم غضروفي خارج أو ورم غضروفي حميد (بالإنجليزية: Ecchondroma)‏ هي نوع من الأورام الغضروفية والتي تحدث تحت السمحاق. يُسمى تكاثر هذا الورم «التنبر الغضروفي».